# Atletica leggera ai Giochi della XXXIII Olimpiade - 1500 metri piani maschili
Ai Giochi della XXXIII Olimpiade la competizione dei 1500 metri piani maschili si è svolta nei giorni dal 2 al 4 agosto 2024 presso lo Stade de France di Parigi.

## Presenze ed assenze dei campioni in carica
| Competizione         | Atleta                      | Prestazione | Parigi 2024 |
| -------------------- | --------------------------- | ----------- | ----------- |
| Olimpiadi 2020       | Jakob Ingebrigtsen          | 3'28"32     | Presente    |
| Africani 2022        | Abel Kipsang                | 3'36"57     | Non qual.   |
| Commonwealth 2022    | Oliver Hoare                | 3'30”12     | Presente    |
| Asiatici 2022        | Mohamad Al-Garni            | 3'38”36     | Non qual.   |
| Panamericani 2023    | Charles Philibert-Thiboutot | 3'39”74     | Presente    |
| Mondiali 2023        | Josh Kerr                   | 3'29”38     | Presente    |
| Europei 2024         | Jakob Ingebrigtsen          | 3'31”95     | Presente    |
| Mondiali junior 2022 | Reynold Cheruiyot           | 3'35"83     | Presente    |

## La gara
Ai mondiali del 2023 Jakob Ingebrigtsen, il favorito è stato sconfitto dal britannico Josh Kerr. Per il norvegese la delusione è stata cocente. A Parigi cerca la rivincita. Entrambi sono favoriti per la medaglia d'oro. Prima della competizione il presidente di World Athletics Sebastian Coe, due volte campione olimpico dei 1500 metri (Mosca 1980 e Los Angelse 1984) ha definito la finale «una corsa per i secoli», cioè una gara da consegnare ai posteri.
Ingebrigtsen si è presentato alle Olimpiadi come leader mondiale con 3'26"73 (Monte Carlo, 12 luglio), vicino al record mondiale di Hicham El Guerrouj (3'26"00, risalente a 26 anni fa). Da parte sua, il campione del mondo in carica Kerr detiene il secondo miglior tempo dell'anno.
Le batterie sono state vinte, rispettivamente, da Josh Kerr, Ermias Girma (con il miglior tempo: 3'35"21) e Stefan Nillessen. I vincitori dei ripescaggi sono stati Cathal Doyle e Federico Riva.
Semifinali: nella prima hanno prevalso gli statunitensi Yared Nuguse (primo con 3'31”72) e Hobbs Kessler (3'31”97). Nella seconda erano messi a confronto Ingebrigtsen e Kerr. Il norvegese ha controllato la gara ed ha vinto in 3'32”38, con il britannico secondo per 8 centesimi. Nessun qualificato dal ripescaggio ha trovato un posto in finale.
In finale Ingebrigtsen imposta una gara d'attacco. Si pone alla testa del gruppo e corre il primo giro in 54”9, uno dei più veloci della storia all'inizio di una competizione mondiale senza lepri. Gli avversari si mettono in fila: Komen, Kerr, Nuguse, Kessler e Cheruiyot sono tutti dietro di lui. Anche il secondo giro viene corso a un ritmo altissimo: il tempo totale è da record: 1'51”5.
A 800 metri dalla fine i sei atleti in testa alla gara sono: Ingebrigsten, Cheruiyot, Kerr, Nuguse, Komen e Hocker. Il norvegese incrementa ulteriormente l'andatura. Il suo scopo è arrivare sul rettilineo d'arrivo in solitaria. Komen perde terreno, invece Cheruiyot, Kerr, Nuguse, e Kessler lo seguono come un'ombra. La linea dei corridori si allunga, ma non viene interrotta. A 200 metri dalla fine Kerr decide che è il momento di attaccare, Ingebrigtsen dà un'ulteriore strappo e si sposta verso destra per costringere Kerr a percorrere una distanza maggiore per superarlo. Ma sul rettilineo finale viene infilato due volte: da Kerr alla sua destra e da Kessler, che trova uno spiraglio alla sua sinistra. 
Spossato, il norvegese cede improvvisamente e viene superato anche da Nuguse e giunte quarto. Kessler si aggiudica l'oro davanti a Kerr e al connazionale Nuguse. 

### Nuovi record
Nel corso della competizione sono stati stabiliti il nuovo record olimpico e tre nuovi record nazionali:
Record olimpico
- 3'27”65: Cole Hocker (Stati Uniti), in Finale.

Record nazionali
- 3'27"79: Josh Kerr (Gran Bretagna), in Finale;
- 3'29"54: Niels Laros (Paesi Bassi), in Finale;
- 3'30"74: Pietro Arese (Italia), in Finale.

## Risultati
La competizione ha subito una modifica con l'introduzione di una fase di ripescaggio. Nel primo turno si disputano tre batterie, con i primi sei classificati di ogni batteria (Q) che accedono direttamente alle semifinali. Tutti gli altri vanno al turno di ripescaggio (tranne coloro che non hanno finito la gara o sono stati squalificati).

Il turno di ripescaggio si compone di due batterie. Accedono alle semifinali i primi tre classificati di ciascuna serie (Q). 

Riassumendo: per fare 24 semifinalisti, 18 provengono dalle batterie e gli altri 6 dai ripescaggi.

Nelle due semifinali, i primi sei classificati di ciascuna serie accedono alla finale.

### Batterie

#### Batteria 1
| Pos. | Atleta             | Nazionalità   | Tempo   | Note |
| ---- | ------------------ | ------------- | ------- | ---- |
| 1    | Josh Kerr          | Gran Bretagna | 3'35"83 | Q    |
| 2    | Brian Komen        | Kenya         | 3'36"31 | Q    |
| 3    | Narve Gilje Nordås | Norvegia      | 3'36"41 | Q    |
| 4    | Anass Essayi       | Marocco       | 3'36"44 | Q    |
| 5    | Yared Nuguse       | Stati Uniti   | 3'36"56 | Q    |
| 6    | Robert Farken      | Germania      | 3'36"62 | Q    |
| 7    | Jochem Vermeulen   | Belgio        | 3'36"66 |      |
| 8    | Samuel Pihlström   | Svezia        | 3'36"80 |      |
| 9    | Cathal Doyle       | Irlanda       | 3'37"82 |      |
| 10   | Mario García       | Spagna        | 3'37"90 |      |
| 11   | Filip Rak          | Polonia       | 3'38"12 |      |
| 12   | Ryan Mphahlele     | Sudafrica     | 3'38"48 |      |
| 13   | Oliver Hoare       | Australia     | 3'39"11 |      |
| 14   | Abdisa Fayisa      | Etiopia       | 3'39"67 |      |
| 15   | Ossama Meslek      | Italia        | 3'39"96 |      |

#### Batteria 2
| Pos. | Atleta                      | Nazionalità   | Tempo   | Note |
| ---- | --------------------------- | ------------- | ------- | ---- |
| 1    | Ermias Girma                | Etiopia       | 3'35"21 | Q    |
| 2    | Cole Hocker                 | Stati Uniti   | 3'35"27 | Q    |
| 3    | Pietro Arese                | Italia        | 3'35"30 | Q    |
| 4    | Niels Laros                 | Paesi Bassi   | 3'35"38 | Q    |
| 5    | Timothy Cheruiyot           | Kenya         | 3'35"39 | Q    |
| 6    | Isaac Nader                 | Portogallo    | 3'35"44 | Q    |
| 7    | Marius Probst               | Germania      | 3'35"65 |      |
| 8    | Luke McCann                 | Irlanda       | 3'35"73 |      |
| 9    | Adel Mechaal                | Spagna        | 3'35"81 |      |
| 10   | George Mills                | Gran Bretagna | 3'35"99 |      |
| 11   | Stewart McSweyn             | Australia     | 3'36"55 |      |
| 12   | Ruben Verheyden             | Belgio        | 3'36"62 |      |
| 13   | Tshepo Tshite               | Sudafrica     | 3'36"87 |      |
| 14   | Charles Philibert-Thiboutot | Canada        | 3'36"92 |      |
| 15   | Maël Gouyette               | Francia       | 3'37"87 |      |

#### Batteria 3
| Pos. | Atleta             | Nazionalità   | Tempo   | Note |
| ---- | ------------------ | ------------- | ------- | ---- |
| 1    | Stefan Nillessen   | Paesi Bassi   | 3'36"77 | Q    |
| 2    | Hobbs Kessler      | Stati Uniti   | 3'36"87 | Q    |
| 3    | Jakob Ingebrigtsen | Norvegia      | 3'37"04 | Q    |
| 4    | Reynold Cheruiyot  | Kenya         | 3'37"12 | Q    |
| 5    | Neil Gourley       | Gran Bretagna | 3'37"18 | Q    |
| 6    | Samuel Tefera      | Etiopia       | 3'37"34 | Q    |
| 7    | Ignacio Fontes     | Spagna        | 3'37"50 |      |
| 8    | Adam Spencer       | Australia     | 3'37"68 |      |
| 9    | Azeddine Habz      | Francia       | 3'37"95 |      |
| 10   | Kieran Lumb        | Canada        | 3'38"11 |      |
| 11   | Raphael Pallitsch  | Austria       | 3'38"20 |      |
| 12   | Maciej Wyderka     | Polonia       | 3'38"79 |      |
| 13   | Sam Tanner         | Nuova Zelanda | 3'39"87 |      |
| 14   | Federico Riva      | Italia        | 3'41"78 |      |
| 15   | Andrew Coscoran    | Irlanda       | 3'42"07 |      |

### Ripescaggi
I primi tre di ogni batteria di ripescaggio (Q) accedono alle semifinali.

#### Ripescaggio 1
| Pos. | Atleta            | Nazionalità | Tempo   | Note |
| ---- | ----------------- | ----------- | ------- | ---- |
| 1    | Cathal Doyle      | Irlanda     | 3'34"92 | Q    |
| 2    | Azeddine Habz     | Francia     | 3'35"10 | Q    |
| 3    | Ossama Meslek     | Italia      | 3'35"32 | Q    |
| 4    | Tshepo Tshite     | Sudafrica   | 3'35"35 |      |
| 5    | Kieran Lumb       | Canada      | 3'35"76 |      |
| 6    | Jochem Vermeulen  | Belgio      | 3'36"14 |      |
| 7    | Luke McCann       | Irlanda     | 3'36"50 |      |
| 8    | Marius Probst     | Germania    | 3'36"54 |      |
| 9    | Maciej Wyderka    | Polonia     | 3'36"79 |      |
| 10   | Abdisa Fayisa     | Etiopia     | 3'36"82 |      |
| 11   | Mario García      | Spagna      | 3'37"01 |      |
| 12   | Stewart McSweyn   | Australia   | 3'37"49 |      |
| 13   | Raphael Pallitsch | Austria     | 3'39"32 |      |

#### Ripescaggio 2
| Pos. | Atleta                      | Nazionalità   | Tempo   | Note                                     |
| ---- | --------------------------- | ------------- | ------- | ---------------------------------------- |
| 1    | Federico Riva               | Italia        | 3'32"84 | Q                                        |
| 2    | Charles Philibert-Thiboutot | Canada        | 3'33"53 | Q                                        |
| 3    | George Mills                | Gran Bretagna | 3'33"56 | Q                                        |
| 4    | Samuel Pihlström            | Svezia        | 3'33"58 | Miglior prestazione personale            |
| 5    | Oliver Hoare                | Australia     | 3'34"00 |                                          |
| 6    | Adam Spencer                | Australia     | 3'34"45 | Miglior prestazione personale stagionale |
| 7    | Filip Rak                   | Polonia       | 3'34"53 |                                          |
| 8    | Ignacio Fontes              | Spagna        | 3'35"04 |                                          |
| 9    | Maël Gouyette               | Francia       | 3'35"42 |                                          |
| 10   | Ruben Verheyden             | Belgio        | 3'36"06 |                                          |
| 11   | Ryan Mphahlele              | Sudafrica     | 3'36"64 |                                          |
| 12   | Andrew Coscoran             | Irlanda       | 3'39"45 |                                          |
| 13   | Sam Tanner                  | Nuova Zelanda | 3'40"71 |                                          |
| 14   | Adel Mechaal                | Spagna        | 3'42"79 |                                          |

### Semifinali
I primi sei di ogni semifinale (Q) si qualificano alla finale.

#### Semifinale 1
| Pos. | Atleta                      | Nazionalità   | Tempo   | Note                          |
| ---- | --------------------------- | ------------- | ------- | ----------------------------- |
| 1    | Yared Nuguse                | Stati Uniti   | 3'31"72 | Q                             |
| 2    | Hobbs Kessler               | Stati Uniti   | 3'31"97 | Q                             |
| 3    | Neil Gourley                | Gran Bretagna | 3'32"11 | Q                             |
| 4    | Niels Laros                 | Paesi Bassi   | 3'32"22 | Q                             |
| 5    | Timothy Cheruiyot           | Kenya         | 3'32"30 | Q                             |
| 6    | Narve Gilje Nordås          | Norvegia      | 3'32"34 | Q                             |
| 7    | Anass Essayi                | Marocco       | 3'32"49 | Miglior prestazione personale |
| 8    | Ossama Meslek               | Italia        | 3'32"77 | Miglior prestazione personale |
| 9    | Samuel Tefera               | Etiopia       | 3'33"02 |                               |
| 10   | Cathal Doyle                | Irlanda       | 3'33"15 | Miglior prestazione personale |
| 11   | Charles Philibert-Thiboutot | Canada        | 3'33"29 |                               |
| 12   | Azeddine Habz               | Francia       | 3'34"35 |                               |

#### Semifinale 2
| Pos. | Atleta             | Nazionalità   | Tempo   | Note |
| ---- | ------------------ | ------------- | ------- | ---- |
| 1    | Jakob Ingebrigtsen | Norvegia      | 3'32"38 | Q    |
| 2    | Josh Kerr          | Gran Bretagna | 3'32"46 | Q    |
| 3    | Cole Hocker        | Stati Uniti   | 3'32"54 | Q    |
| 4    | Brian Komen        | Kenya         | 3'32"57 | Q    |
| 5    | Stefan Nillessen   | Paesi Bassi   | 3'32"73 | Q    |
| 6    | Pietro Arese       | Italia        | 3'33"03 | Q    |
| 7    | Robert Farken      | Germania      | 3'33"35 |      |
| 8    | Isaac Nader        | Portogallo    | 3'34"75 |      |
| 9    | Federico Riva      | Italia        | 3'35"26 |      |
| 10   | Reynold Cheruiyot  | Kenya         | 3'35"32 |      |
| 11   | George Mills       | Gran Bretagna | 3'37"12 |      |
| 12   | Ermias Girma       | Etiopia       | 3'40"27 |      |

### Finale

Video della Finale

| Pos.    | Atleta             | Nazionalità   | Tempo   | Note                                     |
| ------- | ------------------ | ------------- | ------- | ---------------------------------------- |
| Oro     | Cole Hocker        | Stati Uniti   | 3'27"65 |                                          |
| Argento | Josh Kerr          | Gran Bretagna | 3'27"79 |                                          |
| Bronzo  | Yared Nuguse       | Stati Uniti   | 3'27"80 | Miglior prestazione personale            |
| 4       | Jakob Ingebrigtsen | Norvegia      | 3'28"24 |                                          |
| 5       | Hobbs Kessler      | Stati Uniti   | 3'29"45 | Miglior prestazione personale            |
| 6       | Niels Laros        | Paesi Bassi   | 3'29"54 |                                          |
| 7       | Narve Gilje Nordås | Norvegia      | 3'30"46 | Miglior prestazione personale stagionale |
| 8       | Pietro Arese       | Italia        | 3'30"74 |                                          |
| 9       | Stefan Nillessen   | Paesi Bassi   | 3'30"75 | Miglior prestazione personale            |
| 10      | Neil Gourley       | Gran Bretagna | 3'30"88 |                                          |
| 11      | Timothy Cheruiyot  | Kenya         | 3'31"35 |                                          |
| 12      | Brian Komen        | Kenya         | 3'35"59 |                                          |